# 1178

## Události
- založen cisterciácký klášter Alcobaça
- první doložená zmínka o Modřanech v darovací listině, kterou Soběslav II. daroval vyšehradské kapitule území na založení vinice

## Narození
- Armand z Périgordu, velmistr templářských rytířů († 1247)
- Tomáš I. Savojský, savojský hrabě a pán Piemontu († 1. května 1233)

## Úmrtí
- 30. prosince – Pribislav, poslední kníže obodritský a první kníže meklenburský (* ?)

## Hlavy států
- České knížectví – Soběslav II. – Bedřich (kníže)
- Svatá říše římská – Fridrich I. Barbarossa
- Papež – Alexandr III.
- Braniborské markrabství – Ota I.
- Saské vévodství – Magnus
- Bavorské vévodství – Jindřich XII. Lev
- Bamberské biskupství – Ota II. z Andechsu
- Anglické království – Jindřich II. Plantagenet
- Francouzské království – Ludvík VII.
- Polské knížectví – Kazimír II. Spravedlivý
- Uherské království – Béla III.
- Sicilské království – Vilém II. Dobrý
- Kastilské království – Alfonso VIII. Kastilský
- Rakouské vévodství – Leopold V. Babenberský
- Skotské království – Vilém Lev
- Byzantská říše – Manuel I. Komnenos